# 110
Aquesta pàgina és per a l'any. Per altres usos, vegeu 110 (desambiguació).
El 110 (CX) fou un any comú començat en dimarts del calendari julià.

## Esdeveniments
- A Capua es construeix un temple dedicat a la tríada de Spes, Fides i Fortuna.[1]

## Naixements
- Hegesip de Jerusalem, cronista i escriptor cristià (m. 180)[2]